# Chiesa della Madonna della Stella (Scordia)
La chiesa della Madonna della Stella è una chiesa di Scordia, costruita intorno al 1960, che si trova nella zona periferica di contrada Montagna.

## Storia

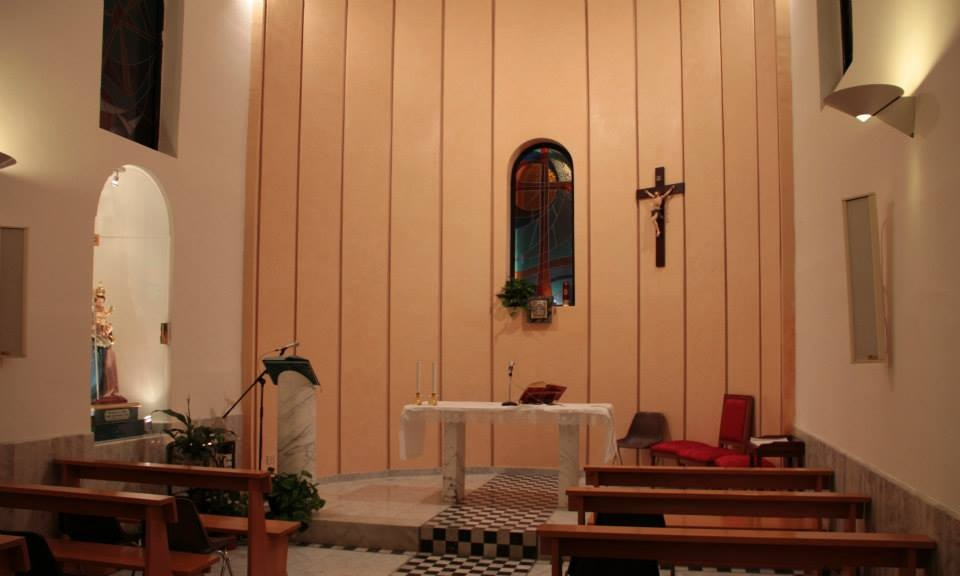
L'interno della Chiesa della Madonna della Stella a Scordia

La chiesa della Madonna della Stella sorge a Scordia in Contrada Montagna. L'attuale costruzione è collocata adiacente ad una prima cappella, la cui costruzione venne pianificata a partire dal 1889. In quest'anno un comitato spontaneo promosse la raccolta dei fondi necessari alla costruzione della cappella. In particolare, la donazione del terreno da parte del parroco di Scordia, don Antonino Colomba, e il contributo delle famiglie più cospicue del paese furono decisivi per la realizzazione del progetto. La cappella venne aperta al culto intorno al 1911 e i baroni Antonino Modica e Teresa Laganà donarono una statua della Madonna della Stella, libera copia del simulacro della principale patrona della vicina città di Militello in Val di Catania. Successivamente, nei pressi della chiesa, furono realizzati, per iniziativa dell'Opera Pia fondata da Ippolito De Cristofaro, i locali destinati ad ospitare la Casa delle Fanciulle “San Vincenzo Ferreri” e il relativo asilo infantile. In seguito, gli stessi locali furono utilizzati come residenza estiva delle Suore Cappuccine dell'Immacolata, il cui convento era ospitato in un'ala del palazzo Branciforte di Scordia. Intorno al 1960, accanto alla vecchia cappella, oggi adibita a sagrestia, venne costruita la nuova chiesa della Madonna della Stella, attualmente aperta al culto come Rettoria della Parrocchia San Domenico Savio. In questo contesto va inserita la realizzazione di una nuova statua della Madonna della Stella (1963), iconograficamente diversa, che sostituì quella più antica. Il 16 novembre 2013, per iniziativa del parroco di S. Domenico Savio, nel cui territorio si trova la chiesa, l'edificio è stato riaperto al culto ed in essa viene celebrata la Messa ogni domenica. Per questa occasione è stata recuperata la statua originaria della Madonna della Stella, che è stata esposta in una nicchia laterale.

## Arte
La chiesa, a pianta rettangolare, è arredata in modo semplice e modesto. Le quattro pareti sono rese luminose dalla presenza di altrettante vetrate rettangolari, di cui solo quella dell'abside culmina in un arco a tutto sesto. L'altare e l'ambone sono in marmo bianco, semplici e minimali, così come la facciata, di gusto classico, su cui si apre un portale ad arco a tutto sesto. All'interno è conservata la statua in cartapesta policroma del 1911 raffigurante la Madonna della Stella, una Via Crucis e un Crocifisso in legno.